# Seznam fizikov
Seznam najbolj znanih svetovnih fizikov in fizičark. Na seznamu so tudi vsi nobelovci. Nekateri izmed njih so bili strokovnjaki na drugih področjih in raznih drugih poklicev, npr. matematiki, inženirji, elektrotehniki, izumitelji, kemiki, astronomi, kozmologi ipd.

### A
- Ernst Karl Abbe (Nemčija, 1840 – 1905)
- Anatole Abragam (Francija, 1914 – 2011)
- Max Abraham (Nemčija, 1875 – 1922)
- Aleksej Aleksejevič Abrikosov (Алексей Алексеевич Абрикосов) (Rusija, ZDA, 1928 – 2017)  2003
- Franz Carl Achard (Nemčija, 1753 – 1821)
- Friedrich Adler (Avstrija, 1879 – 1960)
- Stephen Louis Adler (ZDA, 1939 –)
- Diederik Aerts (Belgija, 1953 –)
- Šahriar Afšar (شهريار صديق افشار) (Iran, ZDA, 1971 –)
- Jakir Aharonov (Izrael, 1932 –)
- Aleksander Iljič Ahiezer (Александр Ильич Ахиезер) (Rusija, 1911 – 2000)
- John Aitken (Škotska, 1839 – 1919)
- Michael Aizenman (Izrael, ZDA, 1945 –)
- Andreas Johann Albrecht (ZDA, 1957 –)
- Berni Julian Alder (ZDA, 1925 – 2020)
- Jean le Rond d'Alembert (Francija, 1717 – 1783)
- Aleksander Danilovič Aleksandrov (Александр Данилович Александров) (Rusija, 1912 – 1999)
- Žores Ivanovič Alfjorov (Жорес Иванович Алфёров) (Rusija, 1930 – 2019)  2000
- Hannes Olof Gösta Alfvén (Švedska, 1908 – 1995)  1970
- Artjom Izakovič Alihanjan (Артём Исаакович Алиханян) (Rusija, 1908 – 1978)
- Abraham Izakovič Alihanov (Абрам Исаакович Алиханов) (Rusija, 1904 – 1970)
- Ralph Asher Alpher (ZDA, 1921 – 2007)
- Luis Walter Alvarez (ZDA, 1911 – 1988)  1968
- Émile Hilaire Amagat (Francija, 1841 – 1915)
- Guillaume Amontons (Francija, 1663 – 1705)
- André-Marie Ampère (Francija, 1775 – 1836)
- Carl David Anderson (ZDA, 1905 – 1991)  1936
- Herbert L. Anderson (ZDA, 1914 – 1988)
- Philip Warren Anderson (ZDA, 1923 – 2020)  1977
- Edward Andrade (Anglija, 1887 – 1971)
- Ivan Aničin (Srbija, 1944 –)
- Aleksander Fjodorovič Andrejev (Александр Фёдорович Андреев) (Rusija, 1939 –)
- Aleksander Aleksandrovič Andronov (Александр Александрович Андронов) (Rusija, 1901 – 1952)
- Anders Jonas Ångström (Švedska, 1814 – 1874)
- Aleksej Andrejevič Anselm (Алексей Андреевич Ансельм) (Rusija, 1934 – 1998)
- Edward Victor Appleton (Anglija, 1892 – 1965)  1947
- François Jean Dominique Arago (Francija, 1786 – 1853)
- Jošiaki Arata (荒田 吉明) (Japonska, 1924 – 2018)
- Arhimed (Sirakuze, 287 pr. n. št. – 212 pr. n. št.)
- Nima Arkani-Hamed (Iran, ZDA, Kanada, 1972 –)
- Akito Arima (japonska, 1930 – 2020)
- Aristotel (Grčija, 384 pr. n. št. – 322 pr. n. št.)
- Richard Lewis Arnowitt (ZDA, 1928 – 2014)
- Martin Leo Arons (Nemčija, 1860 – 1919)
- Svante August Arrhenius (Švedska, 1859 – 1927)
- Neil Ashby (ZDA, 1934 –)
- Alain Aspect (Francija, 1947 –)
- Francis William Aston (Anglija, 1877 – 1945)  1922
- Pierre Victor Auger (Francija, 1899 – 1993)
- Adrien Auzout (Francija, 1622 – 1691)
- Amadeo Avogadro (Italija, 1776 – 1856)
- Jevgenij Nikolajevič Avrorin (Евгений Николаевич Аврорин) (Rusija, 1932 – 2018)
- William Edward Ayrton (Anglija, 1847 – 1908)

### B
- Jacques Babinet (Francija, 1794–1872)
- Robert Bacher (ZDA, 1905–2004)
- Ernst Emil Alexander Back (Nemčija, 1881–1959)
- Albert Victor Bäcklund (Švedska, 1845–1922)
- Albert Baez (ZDA, 1912–2007)
- John Carlos Baez (ZDA, 1961–)
- Aijalam Paramesvaran Balačandran (Indija, ZDA, 1938–)
- Johann Jakob Balmer (Švica, 1825–1898)
- Julian B. Barbour (Anglija, 1937–)
- James Maxwell Bardeen (ZDA, 1939–)
- John Bardeen (ZDA, 1908–1991)   1956, 1972
- Charles Glover Barkla (Anglija, 1877–1944)  1917
- Peter Barlow (Anglija, 1776–1862)
- Stephen Mark Barnett (Anglija)
- John David Barrow (Anglija, 1952–)
- Itzhak Bars (ZDA, 1943–)
- Adolfo Bartoli (Italija, 1851–1896)
- Nikolaj Genadijevič Basov (Николай Геннадиевич Басов) (Rusija, 1922–2001)  1964
- Igor Anatoljevič Batalin (Игорь Анатольевич Баталин) (Rusija)
- Andreas von Baumgartner (Avstrija, 1793–1865)
- Rodney James Baxter (Avstralija, 1940–)
- Zoltán Lajos Bay (Madžarska, 1900–1992)
- Eduard Mejerovič Bazeljan (Эдуард Меерович Базелян) (Rusija, 1936–)
- Lazar Lvovič Bazeljan (Лазар Львович Базелян) (Ukrajina, 1926–2001)
- Carlo Becchi (Italija, 1939–)
- Antoine Henri Becquerel (Francija, 1852–1908)  1903
- Johannes Georg Bednorz (Nemčija, 1950–)  1987
- Carlo Beenakker (Nizozemska, 1960–)
- August Beer (Nemčija, 1825–1863)
- Jacob David Bekenstein (Izrael, 1947–2015)
- Aleksander Abramovič Belavin (Александр Абрамович Белавин) (Rusija, 1943–)
- Vladimir Vasiljevič Belecki (Владимир Васильевич Белецкий) (Rusija, 1930–2017)
- Vladimir Aleksejevič Belinski (Владимир Алексеевич Белинский) (Rusija, 1941–)
- Spartak Timofejevič Beljajev (Спартак Тимофеевич Беляев) (Rusija, 1923–2017)
- John Stewart Bell (Združeno kraljestvo, Severna Irska, 1928–1990)
- Henri Bénard (Francija, 1874–1939)
- Carl Martin Bender (ZDA, 1943–)
- Abraham Bennet (Anglija, 1749–1799)
- Janwillem van den Berg (Nizozemska, 1926–1985)
- Peter Gabriel Bergmann (Nemčija, ZDA, 1915–2002)
- Lloyd Viel Berkner (ZDA, 1905–1967)
- Daniel Bernoulli I. (Švica, 1700–1782)
- Ira Borah Bernstein (ZDA, 1924–)
- Michael Victor Berry (Anglija, 1941–)
- Pierre Bertholon de Saint-Lazare (Francija, 1741–1800)
- Hans Albrecht Bethe (Nemčija, ZDA, 1906–2005)  1967
- Albert Betz (Nemčija, 1885–1968)
- Francesco Bianchini (Italija, 1662–1729)
- Kurt Binder (Avstrija, 1944–)
- Jacques Philippe Marie Binet (Francija, 1786–1856)
- James Binney (Anglija, 1950–)
- Gerd Binnig (Nemčija, 1947–)  1986
- Jean-Baptiste Biot (Francija, 1774–1862)
- Raymond Thayer Birge (ZDA, 1887–1980)
- Al-Biruni (Gasna, 973–1048)
- Jacob Aall Bonnevie Bjerknes (Norveška, ZDA, 1897–1975)
- Vilhelm Friman Koren Bjerknes (Norveška, 1862–1951)
- James Daniel Bjorken (ZDA, 1934–)
- Patrick Maynard Stuart Blackett (Anglija, 1897–1974)  1948
- Marietta Blau (Avstrija, 1894–1970)
- Felix Bloch (Švica, ZDA, 1905–1983)  1952
- Nicolaas Bloembergen (Nizozemska, ZDA, 1920–2017)  1981
- René-Prosper Blondlot (Francija, 1849–1930)
- Boetij (Rim, 480–524)
- Nikolaj Nikolajevič Bogoljubov (Николай Николаевич Боголюбов) (Rusija, 1909–1992)
- David Bohm (ZDA, 1917–1992)
- Aage Niels Bohr (Danska, 1922–2009)  1975
- Niels Henrik David Bohr (Danska, 1885–1962)  1922
- Ludwig Edward Boltzmann (Avstrija, 1844–1906)
- Eugene Theodore Booth (ZDA, 1912–2004)
- Zsolt Bor (Madžarska, 1949–)
- Jean-Charles de Borda (Francija, 1733–1799)
- Christian Bordé (Francija, 1943–)
- Giovanni Alfonso Borelli (Italija, 1608–1679)
- Max Born (Nemčija, Združeno kraljestvo, 1882–1970)  1954
- Georg Matthias Bose (Nemčija, 1710–1761)
- Satjendra Nat Bose (Indija, 1894–1974)
- Johannes Bosscha mlajši (Nizozemska, 1831–1911)
- Ruđer Josip Bošković (Dubrovnik, 1711–1787)
- Walther Wilhelm Georg Bothe (Nemčija, 1891–1957)  1954
- Joseph Valentin Boussinesq (Francija, 1842–1929)
- Christoffel Jacob Bouwkamp (Nizozemska, 1915–2003)
- Robert Boyle (Anglija, 1627–1691)
- Robert William Boyle (Kanada, 1883–1955)
- Willard Sterling Boyle (Kanada, 1924–2011)  2009
- Charles Vernon Boys (Anglija, 1855–1944)
- Frederick Sumner Brackett (ZDA, 1896–1988)
- Norris Edwin Bradbury (ZDA, 1909–1997)
- William Henry Bragg (Avstralija, Anglija, 1862–1942)  1915
- William Lawrence Bragg (Avstralija, Anglija, 1890–1971)  1915
- Vladimir Borisovič Braginski (Владимир Борисович Брагинский) (Rusija, 1931–2016)
- Carl Henry Brans (ZDA, 1935–)
- Lewis M. Branscomb (ZDA, 1926–2023)
- Walter Houser Brattain (ZDA, 1902–1987)  1956
- Karl Ferdinand Braun (Nemčija, 1850–1918)  1909
- Auguste Bravais (Francija, 1811–1863)
- Abraham Louis Breguet (Švica, Francija, 1847–1823)
- David Brewster (Škotska, 1781–1868)
- Jean Bricmont (Belgija, 1952–)
- Percy Williams Bridgman (ZDA, 1882–1961)  1946
- Léon Nicolas Brillouin (Francija, 1889–1969)
- Marcel Louis Brillouin (Francija, 1854–1948)
- Arkadij Adamovič Briš (Аркадий Адамович Бриш) (Rusija, 1917–2016)
- Bertram Neville Brockhouse (Kanada, 1918–2003)  1994
- Antonius van den Broek (Nizozemska, 1870–1926)
- Lambertus Johannes Folkert Broer (Nizozemska, 1916–1991)
- Louis-Victor Pierre Raymond de Broglie (Francija, 1892–1987)  1929
- Robert Brout (Belgija, 1928–2011)
- Thomas Townsend Brown (ZDA, 1905–1985)
- Robijn Bruinsma (Nizozemska, 1953–)
- Edgar Buckingham (ZDA, 1867–1940)
- Gerš Ickovič Budker (Герш Ицкович Будкер) (Rusija, 1918–1977)
- Marc William Buie (ZDA, 1958–)
- Robert Wilhelm Bunsen (Nemčija, 1811–1899)
- Johannes Martinus Burgers (Nizozemska, 1895–1981)
- Wilhelm Gerard Burgers (Nizozemska, 1897–1988)
- Aleksander Janovič Burinski (Александр Янович Буринский) (Rusija)
- William Lionel Burke (ZDA, 1941–1996)

### C
- Nicola Cabibbo (Italija, 1935 –)
- Nicolás Cabrera  (Španija, 1913 – 1989)
- Curtis Gove Callan (ZDA, 1942 –)
- Philip Candelas (Anglija, 1951 –)
- John Canton (Anglija, 1718 – 1772)
- Fritjof Capra (Avstrija, ZDA, 1939 –)
- Gerolamo Cardano (Italija, 1501 – 1576)
- John Lawrence Cardy (Anglija)
- Lazare Nicolas Marguerite Carnot (Francija, 1753 – 1823)
- Nicolas Léonard Sadi Carnot (Francija, 1796 – 1832)
- Brandon Carter (Avstralija, Anglija, 1942 –)
- Hendrik Casimir (Nizozemska, 1909 – 2000)
- Michael Cates (Anglija, 1961 –)
- Bonaventura Francesco Cavalieri (Italija, 1598 – 1647)
- Henry Cavendish (Anglija, 1731 – 1810)
- Anders Celsius (Švedska, 1701 – 1744)
- James Chadwick (Anglija, 1891 – 1974)  1935
- Owen Chamberlain (ZDA, 1920 – 2006)  1959
- Subrahmanyan Chandrasekhar (Indija, ZDA, 1910 – 1995)  1983
- George Chapline (ZDA, 1942 –)
- Georges Charpak (Poljska, Francija, 1924 – 2010)  1992
- Émilie du Châtelet (Francija, 1706 – 1749)
- Ernst Florens Friedrich Chladni (Nemčija, 1756 – 1827)
- Matthew William Choptuik (Kanada)
- Demetrios Christodoulou (Grčija, ZDA, 1951 –)
- Elwin Bruno Christoffel (Nemčija, 1829 – 1900)
- Nicholas Constantine Christofilos (Νικόλαος Χριστοφίλου) (Grčija, ZDA, 1916 – 1972)
- Steven Chu (ZDA, 1948 –)  1997
- Giovanni Ciccotti (Italija, 1943 –)
- Konstantin Edvardovič Ciolkovski (Константин Эдуардович Циолковский) (Rusija, 1857 – 1935)
- Juan Ignacio Cirac Sasturain (Španija, 1965 –)
- Pieter Hendrik van Cittert (Nizozemska, 1889 – 1959)
- Benoit Paul Émile Clapeyron (Francija, 1799 – 1864)
- John Clarke (Anglija, 1942 –)
- John Francis Clauser (ZDA, 1942 –)
- Rudolf Julius Emmanuel Clausius (Nemčija, 1822 – 1888)
- William Weber Coblentz (ZDA, 1873 – 1962)
- William Cochran (Škotska, 1922 – 2003)
- John Douglas Cockcroft (Anglija, 1897 – 1967)  1951
- Claude Cohen-Tannoudji (Francija, 1933 –)  1997
- Jean-Daniel Colladon (Švica, 1802 – 1893)
- Samuel Cornette Collins (ZDA, 1898 – 1984)
- Arthur Holly Compton (ZDA, 1892 – 1962)  1927
- Karl Taylor Compton (ZDA, 1887 – 1954)
- Edward Uhler Condon (ZDA, 1902 – 1974)
- Leon Neil Cooper (ZDA, 1930 –)  1972
- Fred Isaac Cooperstock (Kanada, 1940 – 2018)
- Orso Mario Corbino (Italija, 1876 – 1937)
- Gaspard-Gustave Coriolis (Francija, 1792 – 1843)
- Bruce Cork (ZDA, 1915 – 1994)
- Eric Allin Cornell (ZDA, 1961 –)  2001
- Marie Alfred Cornu (Francija, 1841 – 1902)
- Dirk Coster (Nizozemska, 1889 – 1950)
- Aimé Auguste Cotton (Francija, 1869 – 1951)
- Charles Augustin de Coulomb (Francija, 1736 – 1806)
- Ernest David Courant (ZDA, 1920 – 2020)
- Clyde Lorrain Cowan (ZDA, 1919 – 1974)
- Eugène Cremmer (Francija, 1942 – 2019)
- Francis Crick (Anglija, 1916 – 2004)  1962
- James Watson Cronin (ZDA, 1931 – 2016)  1980
- William Crookes (Anglija, 1832 – 1919)
- Pierre Curie (Francija, 1859 – 1906)  1903

### Č
- Sergej Aleksejevič Čapligin (Сергей Александрович Чаплыгин) (Rusija, 1869 – 1942)
- Taksu Čeon (Japonska, 1958 –)
- Pavel Aleksejevič Čerenkov (Павел Алексеевич Черенков) (Rusija, 1904 – 1990)  1958
- Genadij Petrovič Čerepanov (Геннадий Петрович Черепанов) (Rusija, ZDA, 1937 – 2021)
- Genadij V. Čibisov (Геннадий В. Чибисов) (Rusija, 1946 – 2008)
- Ču Čungdži (祖冲之) (Kitajska, 429 – 501)

### D
- Nils Gustaf Dalén (Švedska, 1869 – 1937)  1912
- Alexander Dalgarno (Anglija, 1928 – 2015)
- John Dalton (Anglija, 1766 – 1844)
- John Frederic Daniell (Anglija, 1790 – 1845)
- Valentin Vladimirovič Danilov (Валентин Владимирович Данилов) (Rusija, 1951 –)
- Charles Galton Darwin (Anglija, 1887 – 1962)
- Ingrid Daubechies (Belgija, 1954 –)
- Paul Charles William Davies (Avstralija, 1946 –)
- Raymond Davis mlajši (ZDA, 1914 – 2006)  2002
- Clinton Joseph Davisson (ZDA, 1881 – 1958)  1937
- Humphry Davy (Anglija, 1778 – 1829)
- Peter Joseph William Debye (Nizozemska, ZDA, 1884 – 1966)
- Hans Georg Dehmelt (Nemčija, ZDA, 1922 – 2017)  1989
- Harry Dember (Nemčija, 1882 – 1943)
- William Edwards Deming (ZDA, 1900 – 1993)
- Demokrit (Grčija, okoli 470 pr. n. št. – 360 pr. n. št.)
- Arthur Jeffrey Dempster (Kanada, ZDA, 1886 – 1950)
- Wolfgang Demtröder (Nemčija, 1931 –)
- David Mathias Dennison (ZDA, 1900 – 1976)
- Bernard Derrida (Francija, 1952 –)
- René Descartes (Francija, 1596 – 1650)
- Stanley Deser (ZDA, 1931 – 2023)
- César-Mansuète Despretz (Belgija, 1791 – 1863)
- David Deutsch (Anglija, 1953 –)
- James Dewar (Škotska, 1842 – 1923)
- Bryce Seligman DeWitt (ZDA, 1923 – 2004)
- Robert Henry Dicke (ZDA, 1916 – 1997)
- Robbert Dijkgraaf (Nizozemska, 1960 –)
- Savas Dimopoulos (Σάββας Δημόπουλος) (Grčija, 1952 –)
- Paul Adrien Maurice Dirac (Anglija, 1902 – 1984)  1933
- Gordon Miller Bourne Dobson (Anglija, 1889 – 1976)
- Théophile Ernest de Donder (Belgija, 1872 – 1957)
- Friedrich Ernst Dorn (Nemčija, 1848 – 1916)
- Christian Andreas Doppler (Avstrija, 1803 – 1853)
- Heinrich Wilhelm Dove (Nemčija, 1803 – 1879)
- Sidney David Drell (ZDA, 1926 – 2016)
- Mildred S. Dresselhaus (ZDA, 1930 – 2017)
- Paul Drude (Nemčija, 1863 – 1906)
- Lee Alvin DuBridge (ZDA, 1901 – 1994)
- Jean Marie Constant Duhamel (Francija,  1797 – 1872)
- Pierre Louis Dulong (Francija, 1785 – 1838)
- Pol Duwez (Belgija, 1907 – 1984)
- Freeman John Dyson (Anglija, ZDA, 1923 – 2020)
- Igor Jehijeljevič Dzjalošinski (Игорь Ехиельевич Дзялошинский) (Rusija, 1931 – 2021)

### E
- Bernard Eastlund (ZDA, 1938 – 2007)
- William Henry Eccles (Anglija, 1875 – 1966)
- Ernst Rudolf George Eckert (ZDA, 1904 – 2004)
- Arthur Stanley Eddington (Anglija, 1882 – 1944)
- Bengt Edlén (Švedska, 1906 – 1993)
- Samuel Frederick Edwards (Wales, 1928 – 2015)
- Aleksej Lvovič Efros (Алексей Львович Эфрос) (Rusija, 1938 – )
- Jürgen Ehlers (Nemčija, 1929 – 2008)
- Paul Ehrenfest (Avstrija, 1880 – 1933)
- Felix Ehrenhaft (Avstrija, ZDA, 1879 – 1952)
- Harvey Einbinder (ZDA, 1926 – 2013)
- Albert Einstein (Švica, ZDA, 1879 – 1955)  1921
- Artur Ekert (Poljska, Združeno kraljestvo, 1961 –)
- Avšalom Elitzur (Izrael, 1957 –)
- John Ellis (Velika Britanija, 1946 –)
- Walter Maurice Elsasser (Nemčija, ZDA, 1904 – 1991)
- Berthold-Georg Englert (Nemčija, 1953 –)
- François Englert (Belgija, 1932 –)  2013
- Jane English (ZDA, 1942 –)
- Loránd Eötvös (Madžarska, 1848 – 1919)
- Georg Adolf Erman (Nemčija, 1806 – 1877)
- Frederick Joseph Ernst (ZDA, 1933/4 –)
- Gerhard Ertl (Nemčija, 1936 –)
- Leo Esaki (江崎 玲於奈) (Japonska, ZDA, 1925 – )  1973
- Abraham Esau (Nemčija, 1884 – 1955)
- Louis Essen (Anglija, 1908 – 1997)
- Immanuel Estermann (Nemčija, ZDA, 1900 – 1973)
- Andreas von Ettingshausen (Nemčija, 1796 – 1878)
- Hans Heinrich Euler (Nemčija, 1909 – 1941)
- Leonhard Euler (Švica, 1707 – 1783)
- Kenneth Melvin Evenson (ZDA, 1932 – 2002)
- Hugh Everett (ZDA, 1930 – 1982)
- Thomas Eugene Everhart (ZDA, 1932 –)
- Paul Peter Ewald (Nemčija, ZDA, 1888 – 1985)
- Franz Serafin Exner (Avstrija, 1849 – 1926)

### F
- Charles Fabry (Francija, 1867 – 1945)
- Ljudvig Dimitrijevič Faddejev (Rusija, 1934 – 2017)
- Daniel Gabriel Fahrenheit (Nemčija, 1686 – 1736)
- Peter Petrovič Fan-der-Flit (Пётр Петрович Фан-дер-Флит) (Rusija, 1839 – 1904)
- Michael Faraday (Anglija, 1791 – 1867)
- Gustav Theodor Fechner (Nemčija, 1801 – 1887)
- Mitchell Jay Feigenbaum (ZDA, 1944 – 2019)
- Jevgenij Lvovič Fejnberg (Евгений Львович Фейнберг) (Rusija, 1912 – 2005)
- Pierre de Fermat (Francija, 1601 – 1665)
- Enrico Fermi (Italija, ZDA, 1901 – 1954)  1938
- Sergio Ferrara (Italija, 1945 –)
- Albert Fert (Francija, 1938 –)  2007
- Herman Feshbach (ZDA, 1917 – 2000)
- Richard Phillips Feynman (ZDA, 1918 – 1988)  1965
- Thomas Fincke (Danska, 1561 – 1656)
- Michael Ellis Fisher (Anglija, 1931 – 2021)
- Val Logsdon Fitch (ZDA, 1923 – 2015)  1980
- George Francis FitzGerald (Irska, 1851 – 1901)
- Armand-Hippolyte-Louis Fizeau (Francija, 1819 – 1896)
- Fjodar Ivanavič Fjodaraŭ /Фёдар Іванавіч Фёдараў (Belorusija, 1911 – 1994)
- John Ambrose Fleming (Anglija, 1849 – 1945)
- Harvey Fletcher (ZDA, 1884 – 1981)
- Sergio Focardi (Italija, 1932 – 2013)
- Vladimir Aleksandrovič Fok (Владимир Александрович Фок) (Rusija, 1898 – 1974)
- Adriaan Daniël Fokker (Nizozemska, 1887 – 1972)
- James David Forbes (Škotska, 1809 – 1868)
- Kenneth William Ford mlajši (ZDA, 1926 – 2023)
- Robert Lull Forward (ZDA, 1932 – 2002)
- Jean Bernard Léon Foucault (Francija, 1819 – 1868)
- Joseph Fourier (Francija, 1768 – 1830)
- Ralph Howard Fowler (Anglija, 1889 – 1944)
- William Alfred Fowler (ZDA, 1911 – 1995)  1983
- Jefim Samojlovič Fradkin (Ефим Самойлович Фрадкин) (Rusija, 1924 – 1999)
- Paul Frampton (Anglija, 1943 –)
- James Franck (Nemčija, ZDA, 1882 – 1964)  1925
- Ilja Mihajlovič Frank (Илья Михайлович Франк) (Rusija, 1908 – 1990)  1958
- Philipp Frank (Avstrija, ZDA, 1884 – 1966)
- Benjamin Franklin (ZDA, 1706 – 1790)
- Rudolph Franz (Nemčija, 1826 – 1902)
- Joseph von Fraunhofer (Nemčija, 1787 – 1826)
- Vsevolod Konstantinovič Frederiks (Всеволод Константинович Фредерикс) (Rusija, 1885 – 1944)
- Daniel Zissel Freedman (ZDA, 1939 –)
- Jakov Iljič Frenkel (Яков Ильич Френкель) (Rusija, 1894 – 1952)
- Viktor Jakovljevič Frenkel (Виктор Яковлевич Френкель) (Rusija, 1930 – 1997)
- Augustin-Jean Fresnel (Francija, 1788 – 1827)
- Peter George Oliver Freund (ZDA, 1936 –)
- Aleksander Aleksandrovič Fridman (Александр Александрович Фридман) (Rusija, 1888 – 1925)
- Herbert Friedman (ZDA, 1916 – 2000)
- Jerome Isaac Friedman (ZDA, 1930 –)  1990
- David Henry Frisch (ZDA, 1918 – 1991)
- Jürg Fröhlich (Švica, 1946 –)
- Valerij Pavlovič Frolov (Валерий Павлович Фролов, Valeri Pavlovich Frolov) (Rusija, Kanada, 1946 – )
- Micutaka Fudžita (藤田光孝) (Japonska, 1959 – 1998)
- Robert Works Fuller (ZDA, 1936 –)

### G
- Dennis Gabor (Madžarska, 1900 – 1979)  1971
- Johan Gadolin (Finska, 1760 – 1852)
- Galileo Galilei (Italija, 1564 – 1642)
- Giovanni Gallavotti (Italija, 1941 –)
- Luigi Galvani (Italija, 1737 – 1798)
- George Gamow (Rusija, ZDA, 1904 – 1968)
- Pierre Gassendi (Francija, 1592 – 1655)
- Carl Friedrich Gauss (Nemčija, 1777 – 1855)
- Joseph Louis Gay-Lussac (Francija, 1778 – 1850)
- Ernst Gehrcke (Nemčija, 1878 – 1960)
- Johannes Wilhelm Geiger (Nemčija, 1882 – 1945)
- Heinrich Geissler (Nemčija, 1814 – 1879)
- Murray Gell-Mann (ZDA, 1929 – 2019)  1969
- Howard Mason Georgi (ZDA, 1947 –)
- Christoph Gerber (Švica, 1942 –)
- Paul Gerber (Nemčija, 1854 – 1909)
- Walther Gerlach (Nemčija, 1889 – 1979)
- Lester Germer (ZDA, 1896 – 1971)
- Robert Geroch (ZDA, 1942 –)
- Neil Gershenfeld (ZDA, 1959 –)
- Semjon Solomonovič Gerštejn (Семён Соломонович Герштейн) (Rusija, 1929 – 2023)
- Aleksander Lvovič Geršun (Александр Львович Гершун) (Rusija, 1868 – 1915)
- Andrej Aleksandrovič Geršun (Андрей Александрович Гершун) (Rusija, 1903 – 1952)
- Marin Getaldić (Dubrovnik, 1568 – 1626)
- Pierre-Gilles de Gennes (Francija, 1932 – 2007)  1991
- Ivar Giaever (Norveška, ZDA, 1929 – 2025)  1973
- Adalberto Giazotto (Italija, 1940 – 2017)
- Gary William Gibbons (Anglija, 1946 –)
- Josiah Willard Gibbs (ZDA, 1839 – 1903)
- Walter Gilbert (ZDA, 1932 –)  1980
- William Gilbert (Anglija, 1544 – 1603)
- James Gimzewski (Škotska)
- Paul Ginsparg (ZDA, 1955 –)
- Vitalij Lazarevič Ginzburg (Виталий Лазаревич Гинзбург) (Rusija, 1916 – 2009)  2003
- Donald Arthur Glaser (ZDA, 1926 – 2013)  1960
- Sheldon Lee Glashow (ZDA , 1932 –)  1979
- Roy Jay Glauber (ZDA , 1925 – 2018)  2005
- James Gilbert Glimm (ZDA)
- Erast Borisovič Gliner (Эраст Борисович Глинер) (Rusija, ZDA, 1923 – 2021)
- Vladimir Semjonovič Gluhov (Владимир Семёнович Глухов) (Rusija, 1813 – 1894)
- Hubert Goenner (Nemčija, 1936 –)
- Maria Goeppert-Mayer (Nemčija, ZDA, 1906 – 1972)  1963
- Marcel Jules Edouard Golay (Švica, ZDA, 1902 – 1989)
- Marvin Leonard Goldberger (ZDA, 1922 – 2014)
- Maurice Goldhaber (Avstrija, ZDA, 1911 – 2011)
- Jack Goldman (ZDA, 1921 – 2011)
- Carl Wolfgang Benjamin Goldschmidt (Nemčija, 1807 – 1851)
- Eugen Goldstein (Nemčija, 1850 – 1930)
- Herbert Goldstein (ZDA, 1922 – 2005)
- Jeffrey Goldstone (Anglija, 1933 –)
- Jurij Abramovič Golfand (Юрий Абрамович Гольфанд) (Rusija, Izrael, 1922 – 1994)
- Boris Borisovič Golicin  (Борис Борисович Голицын) (Rusija, 1862 – 1916)
- Fritz Goos (Nemčija, 1883 – 1968)
- Radžeš Gopakumar (Indija, 1967 –)
- Lev Petrovič Gorkov (Лев Петрович Горьков) (Rusija, ZDA, 1929 – 2016)
- Samuel Abraham Goudsmit (Nizozemska, ZDA, 1902 – 1978)
- Leo Graetz (Nemčija, 1856 – 1941)
- Zénobe Gramme (Belgija, 1826 – 1901)
- Hermann Günther Grassmann (Nemčija, 1809 – 1977)
- Louis Harold Gray (ZDA, 1905 – 1965)
- George Green (Anglija, 1793 – 1841)
- Michael Boris Green (Anglija, 1946 –)
- Oscar Wallace Greenberg (ZDA, 1932 –)
- Brian Greene (ZDA, 1963 –)
- Kenneth Ingvard Greisen (ZDA, 1918 – 2007)
- Vladimir Naumovič Gribov (Владимир Наумович Грибов) (Rusija, 1930 – 1997)
- David Jeffrey Griffiths (ZDA, 1942 –)
- Robert Budington Griffiths (ZDA, 1937–)
- Francesco Maria Grimaldi (Italija, 1618 – 1663)
- David Jonathan Gross (ZDA, 1940/41 –)  2004
- Peter Grünberg (Nemčija, 1939 – 2018)  2007
- Eduard Grüneisen (Nemčija, 1877 – 1949)
- Steven Scott Gubser (ZDA, 1972 –)
- Otto von Guericke (Nemčija, 1602 – 1686)
- Charles Édouard Guillaume (Švica, Francija, 1861 – 1938)  1920
- Aleksander Viktorovič Gurevič (Александр Викторович Гуревич) (1930 –)
- Isaj Izrajilevič Gurevič (Исай Израилевич Гуревич) (Rusija, 1912 – 1992)
- Lev Emanujilovič Gurevič (Лев Эммануилович Гуревич) (Rusija, 1904 – 1990)
- Vadim Lvovič Gurevič (Вадим Львович Гуревич) (Rusija, 1934 – 2023)
- Vahe Gurzadjan (Վահագն Գուրզադյան) (Armenija, 1955 –)
- Beno Gutenberg (Nemčija, 1889 – 1960)
- Alan Harvey Guth (ZDA, 1947 –)
- Frederick Guthrie (Anglija, 1833 – 1886)
- Martin Charles Gutzwiller (Švica, ZDA, 1925 – 2014)

### H
- Wander Johannes de Haas (Nizozemska, 1878 – 1960)
- George Hadley (Anglija, 1685 – 1768)
- Stig Hagström (Švedska, 1932 – 2011)
- Erwin Louis Hahn (ZDA, 1921 – 2016)
- Ibn al-Haitam (Irak, Egipt, 965 – 1041)
- Izuo Hajaši (林厳雄) (Japonska, 1922 – 2005)
- Semjon Emanujilovič Hajkin (Семён Эммануилович Хайкин) (Rusija, 1901 – 1968)
- Izak Mihajlovič Halatnikov (Исаак Маркович Халатников) (Rusija, 1919 – 2021)
- Stephen Hales (Anglija, 1677 – 1761)
- John Lewis Hall (ZDA, 1934 –)  2005
- Edmond Halley (Anglija, 1656 – 1742)
- Bertrand Israel Halperin (ZDA, 1941 –)
- Otto Halpern (Avstrija, ZDA, 1899 – 1982)
- William Rowan Hamilton (Irska, 1805 – 1865)
- Hilda Hänchen (Nemčija, 1919 – 2013)
- Theodor Wolfgang Hänsch (Nemčija, 1941 – )  2005
- William Webster Hansen (ZDA, 1909 – 1949)
- Spiru Haret (Romunija, 1851 – 1912)
- Julij Borisovič Hariton (Юлий Борисович Харитон) (Rusija, 1904 – 1996)
- Serge Haroche (Francija, 1944 –)  2012
- James Burkett Hartle (ZDA, 1939 –)
- Douglas Rayner Hartree (Anglija, 1897 – 1958)
- Friedrich Hasenöhrl (Avstrija, 1874 – 1915)
- Klaus Hasselmann (1931 –)  2021
- Jean Henri Hassenfratz (Francija, 1755 – 1827)
- Lene Hau (Danska, 1959 –)
- Stephen Hawking (Anglija, 1942 – 2018)
- Oliver Heaviside (Anglija, 1850 – 1925)
- Kurt Heegner (Nemčija, 1893 – 1965)
- Werner Karl Heisenberg (Nemčija, 1901 – 1976)  1932
- Charles W. Hellaby (Južna Afrika)
- Hans Gustav Adolf Hellmann (Nemčija, 1903 – 1938)
- Hermann Ludwig Ferdinand von Helmholtz (Nemčija, 1821 – 1894)
- Joseph Henry (ZDA, 1797 – 1878)
- John Herapath (Anglija, 1798 – 1868)
- Heron (Aleksandrija, okoli 20 – okoli 100)
- Conyers Herring (ZDA, 1914 – 2009)
- Gustav Ludwig Hertz (Nemčija, 1887 – 1975)  1925
- Heinrich Rudolf Hertz (Nemčija, 1857 – 1894)
- Victor Franz Hess (Avstrija, ZDA, 1883 – 1964)  1936
- David Hestenes (ZDA, 1933 –)
- Antony Hewish (Anglija, 1924 – 2021)  1974
- William Mitchinson Hicks (Anglija, 1850 – 1934)
- Peter Ware Higgs (Anglija/Škotska, 1929 – 2024)  2013
- William Higinbotham (ZDA, 1910 – 1994)
- Basil Hiley (Anglija, 1935 – 2025)
- Edward Hinds (Anglija, 1949 –)
- Gustave-Adolphe Hirn (Francija, 1815 – 1890)
- Jorge Eduardo Hirsch (Argentina, (ZDA, 1953 –)
- Peter Bernhard Hirsch (Anglija, 1925 –)
- Johann Wilhelm Hittorf (Nemčija, 1824 – 1914)
- Robert Hofstadter (ZDA, 1915 – 1990)  1961
- Stefan Hollands (Nemčija, 1971 –)
- Nick Holonyak (ZDA, 1928 – 2022)
- Gerardus 't Hooft (Nizozemska, 1946 –)  1999
- Robert Hooke (Anglija, 1635 – 1703)
- Ludwig Hopf (Nemčija, 1884 – 1939)
- John Joseph Hopfield (ZDA, 1933 –)
- John Hopkinson (Anglija, 1849 – 1898)
- John Theodore Houghton (Wales, 1931 – 2020)  2007
- William Vermillion Houston (ZDA, 1900 – 1968)
- Josif Bencjonovič Hriplovič (Иосиф Бенционович Хриплович) (Rusija, 1937 – 2024)
- Erich Hückel (Nemčija, 1896 – 1980)
- Pierre Henri Hugoniot (Francija, 1851 – 1887)
- Curtis Judson Humphreys (ZDA, 1898 – 1986)
- Russell Alan Hulse (ZDA, 1950 –)  1993
- Friedrich Hund (Nemčija, 1896 – 1997)
- Christiaan Huygens (Nizozemska, 1629 – 1695)
- Orest Danilovič Hvolson (Орест Данилович Хвольсон) (Rusija, 1852 – 1934)

### I
- Sumio Iidžima (飯島 澄男) (Japonska, 1939 –)
- Vladimir Sergejevič Ignatovski (Владимир Сергеевич Игнатовский) (Rusija, 1875 – 1942)
- John Iliopoulos (Ιωάννης Ηλιόπουλος) (Grčija, 1940 –)
- Aleksej Antonovič Iljušin (Алексей Антонович Ильюшин) (Rusija, 1911 – 1998)
- Christian Imbert (Francija, 1937 – 1998)
- Leopold Infeld (Poljska, 1898 – 1968)
- Christopher Isham (Anglija, 1944 –)
- Ernst Ising (Nemčija 1900 – 1998)
- Dimitrij Dimitrijevič Ivanenko (Дмитрий Дмитриевич Иваненко) (Rusija, 1904 – 1994)

### J
- John David Jackson (Kanada, ZDA, 1925 – 2016)
- Arthur Jaffe (ZDA, 1937 –)
- Max Jakob (Nemčija, 1879 – 1955)
- Kendžiro Jamakava (山川健次郎) (Japonska, 1854 – 1931)
- Ratko Janev (Ратко Јанев) (Makedonija, Srbija 1939 – 2019)
- Karl Guthe Jansky (ZDA, 1905 – 1950)
- Edwin Thompson Jaynes (ZDA, 1922 – 1998)
- James Hopwood Jeans (Anglija, 1877 – 1946)
- Peter Jenni (Švica, 1948 –)
- Johannes Hans Daniel Jensen (Nemčija, 1907 – 1973)  1963
- Deborah S. Jin (ZDA, 1968 –)
- Abraham Fjodorovič Joffe (Абрам Фёдорович Иоффе) (Rusija, 1880 – 1960)
- Boris Lazarevič Joffe (Борис Лазаревич Иоффе) (Rusija, 1926 – 2022)
- Irène Joliot-Curie (Francija, 1897 – 1956)
- Frédéric Joliot-Curie (Francija, 1900 – 1958)
- John Joly (Irska, 1857 – 1933)
- Ernst Pascual Jordan (Nemčija, 1902 – 1980)
- Brian David Josephson (Walles, Anglija, 1940 –)  1973
- James Prescott Joule (Anglija, 1818 – 1889)
- Hideki Jukava (湯川 秀樹) (Japonska, 1907 – 1981)  1949
- Bernard Julia (Francija, 1952 –)

### K
- Leo Philip Kadanoff (ZDA, 1937 –)
- Takaaki Kadžita (梶田 隆章) (Japonska, 1959 –)  2015
- Aleksej Borisovič Kajdalov (Алексей Борисович Кайдалов) (Rusija, 1940 – 2010)
- Michio Kaku (ZDA, 1947 –)
- Isak Markovič Khalatnikov >> pravilno rus./slov.: Halatnikov (gl.)
- Theodor Franz Eduard Kaluza (Nemčija, 1885 – 1954)
- Heike Kamerlingh Onnes (Nizozemska, 1853 – 1926)  1913
- Charles Kuen Kao (Kitajska, Anglija, ZDA , 1933 – 2018)  2009
- Peter Leonidovič Kapica (Пётр Леонидович Капица) (Rusija, 1894 – 1984)  1978
- David B. Kaplan (ZDA, 1958 –)
- David E. Kaplan (ZDA)
- Anton Nikolajevič Kapustin (Антон Николаевич Капустин) (Rusija, ZDA, 1971 – )
- Theodore von Kármán (Madžarska, ZDA, Nemčija, 1881 – 1963)
- Gustav Karsten (Nemčija, 1820 – 1900)
- Alfred Kastler (Francija, 1902 – 1984)  1966
- Henry Kater (Anglija, 1777 – 1835)
- Bruria Kaufman (Izrael, 1918 – 2010)
- Leonid Venjaminovič Keldiš (Леонид Вениаминович Келдыш) (Rusija, 1931 – 2016)
- Andrew Keller (Anglija, 1925 – 1999)
- Henry Way Kendall (ZDA, 1926 – 1999)  1990
- Johannes Kepler (Nemčija, 1571 – 1630)
- John Kerr (Škotska, 1824 – 1907)
- Wolfgang Ketterle (Nemčija, 1957 –)  2001
- Thomas Walter Bannerman Kibble (Anglija, 1932 – 2016)
- Abraham Konstantinovič Kikoin (Абрам Константинович Кикоин) (Rusija, 1914 – 1999)
- Izak Konstantinovič Kikoin (Исаак Константинович Кикоин) (Rusija, 1908 – 1984)
- Jack St. Clair Kilby (ZDA, 1923 – 2005)  2000
- Harry Jeffrey Kimble (ZDA, 1949 –)
- William Morris Kinnersley (ZDA)
- Gustav Robert Kirchhoff (Nemčija, 1824 – 1887)
- Viktor Lvovič Kirpičov (Виктор Львович Кирпичёв) (Rusija, 1845 – 1913)
- Charles Kittel (ZDA, 1916 – 2019)
- Igor Romanovič Klebanov (Игор Романович Клебанов) (Rusija, ZDA, 1962 –)
- Oskar Klein (Švedska, 1894 – 1977)
- Alfred Kleiner (Švica, 1849 – 1916)
- Daniel Kleppner (ZDA)
- Klaus von Klitzing (Nemčija, 1943 –)  1985
- Paul Ernest Klopsteg (ZDA, 1889 – 1991)
- Gowin Knight (Anglija, 1713 – 1772)
- Martin Knudsen (Danska, 1871 – 1949)
- Makoto Kobajaši (小林 誠) (Japonska, 1944 –)  2008
- Lev Abramovič Kofman (Лев Абрамович Кофман) (Rusija, Kanada, 1957 – 2009)
- Jošio Koide (小出 義夫) (Japonska, 1946 –)
- Pieter Kok (Nizozemska, 1972 –)
- Edward Kolb (ZDA, 1951 –)
- Werner Kolhörster (Nemčija, 1887 – 1946)
- Aleksander Salomonovič Kompanejec (Александр Соломонович Компанеец) (Rusija, 1914 – 1974)
- Džun Kondo (近藤 淳) (Japonska, 1930 – 2022)
- Walther Kossel (Nemčija, 1888 – 1956)
- Masatoši Košiba (小柴 昌俊) (Japonska, 1926 – 2020)  2002
- Friedrich Kottler (Avstrija, 1886 – 1965)
- Robert Harry Kraichnan (ZDA, 1928 – 2008)
- Hendrik Anthony Kramers (Nizozemska, 1894 – 1952)
- Sergej Vladilenovič Krasnikov (Сергей Владиленович Красников) (Rusija, 1961 –)
- Lawrence Maxwell Krauss (ZDA, 1954 –)
- Erich Kretschmann (Nemčija, 1887 – 1973)
- Herbert Kroemer (Nemčija, 1928 – 2024)  2000
- Oleg Nikolajevič Krohin (Олег Николаевич Крохин) (Rusija, 1932 – 2022)
- Ralph Kronig (Nemčija, ZDA, 1904 – 1995)
- Arie Andries Kruithof (Nizozemska, 1909 – 1993)
- Martin David Kruskal (ZDA, 1925 – 2006)
- Jurij Aleksandrovič Krutkov (Юрий Александрович Крутков) (Rusija, 1890 – 1952)
- Rjogo Kubo (久保 亮五) (Japonska, 1920 – 1995)
- Wilfried Kuhn (Nemčija, 1923 – 2009)
- August Kundt (Nemčija, 1839 – 1894)
- Igor Vasiljevič Kurčatov (Игорь Васильевич Курчатов) (Rusija, 1903 – 1960)
- Polykarp Kusch (Nemčija, ZDA, 1911 – 1993)  1955
- Hans Georg Küssner (Nemčija, 1900 – 1984)
- Vadim Aleksejevič Kuzmin (Вадим Алексеевич Кузьмин) (Rusija, 1937 – 2015)

### L
- Lucien LaCoste (ZDA, 1907 – 1995)
- Joseph-Louis de Lagrange (Italija, Francija, 1736 – 1813)
- Philippe de La Hire (Francija, 1640 – 1718)
- Auguste Arthur de la Rive (Švica, 1801 – 1873)
- Horace Lamb (Anglija, 1849 – 1934)
- Willis Eugene Lamb mlajši (ZDA, 1913 – 2008)  1955
- Johann Heinrich Lambert (Nemčija, 1728 – 1777)
- Cornelius Lanczos (Madžarska, 1893 – 1974)
- Lev Davidovič Landau (Лев Давидович Ландау) (Rusija, 1908 – 1968)  1962
- Alfred Landé (Nemčija, ZDA, 1888 – 1976)
- Grigorij Samujilovič Landsberg (Григорий Самуилович Ландсберг) (Rusija, 1890 – 1957)
- Donald Newton Langenberg (ZDA, 1932 –)
- Paul Langevin (Francija, 1872 – 1946)
- Irving Langmuir (ZDA, 1881 – 1957)
- Pierre-Simon Laplace (Francija, 1749 – 1827)
- Joseph Larmor (Irska, 1857 – 1942)
- Giovanni Jona-Lasinio (Italija, 1932 –)
- Jakob Johann Laub (Švica, 1882 – 1962)
- Max von Laue (Nemčija, 1897 – 1960)  1914
- Robert Betts Laughlin (ZDA, 1950 –)  1998
- Charles Christian Lauritsen (ZDA, 1892 – 1968)
- Mihail Aleksejevič Lavrentjev (Михаил Алексеевич Лаврентьев) (Rusija, 1900 – 1980)
- Ernest Orlando Lawrence (ZDA, 1901 – 1958)  1939
- Aleksander Aleksejevič Lebedjev (Александр Алексеевич Лебедев) (Rusija, 1893 – 1969)
- Peter Nikolajevič Lebedjev (Пётр Николаевич Лебедев) (Rusija, 1866 – 1912)
- Joel Louis Lebowitz (ZDA, 1930 –)
- Leon Max Lederman (ZDA, 1922 – 2018)  1988
- David Morris Lee (ZDA, 1931 – )  1996
- Tsung-Dao Lee (Kitajska, ZDA, 1926 – 2024)  1957
- Anthony James Leggett (Anglija, ZDA, 1938 –)  2003
- Robert Benjamin Leighton (ZDA, 1919 – 1997)
- Philipp Eduard Anton von Lenard (Nemčija, 1862 – 1947)  1905
- Louis-Sébastien Lenormand (Francija, 1757 – 1837)
- Josef Lense (Avstrija, Nemčija, 1890 – 1985)
- Heinrich Lenz (Nemčija, 1804 – 1865)
- Wilhelm Lenz (Nemčija, 1888 – 1957)
- Mihail Jakovljevič Leonov (Михаил Яковлевич Леонов) (Rusija, 1912 – 1992)
- John Leslie (Škotska, 1766 – 1832)
- Heinrich Leutwyler (Švica, 1938 –)
- Pierre Lévêque (Francija, 1746 – 1814)
- Robert Lévi
- Venijamin Grigorjevič Levič (Вениамин Григорьевич Левич) (Rusija, 1917 – 1988)
- Maurice Lévy (Francija, 1838 – 1910)
- Jean-Marc Lévy-Leblond (Francija, 1940 –)
- Walter Lewin (ZDA, 1936 –)
- Wilfrid Bennett Lewis (Kanada, 1908 – 1987)
- Albert Joseph Libchaber (Francija, 1934 –)
- André Lichnerowicz (Francija, 1915 – 1998)
- Georg Christoph Lichtenberg (Nemčija, 1742 – 1799)
- Elliott Hershel Lieb (ZDA, 1932 –)
- Alfred-Marie Liénard (Francija, 1869 – 1958)
- Jevgenij Mihajlovič Lifšic (Евгений Михайлович Лифшиц) (Rusija, 1915 – 1985)
- Luigi Ghiraldi Lilio (Italija, 1510 – 1576)
- Andrej Dimitrijevič Linde (Андрей Дмитриевич Линде) (Rusija, 1948 –)
- Frederick Aleksander Lindemann (Anglija, 1886 – 1957)
- Lev Nikolajevič Lipatov (Лев Николаевич Липатов) (Rusija, 1940 – 2017)
- Gabriel Lippmann (Francija, 1845 – 1921)  1908
- Jules Antoine Lissajous (Francija, 1822 – 1880)
- Milton Stanley Livingston (ZDA, 1905 – 1986)
- Aleksander Mihajlovič Ljapunov (Александр Михайлович Ляпунов) (Rusija, 1857 – 1918)
- Humprey Lloyd ( Irska, 1800 – 1881)
- Antonino Lo Surdo (Italija, 1880 – 1949)
- Michael Lockwood (Anglija, 1954 –)
- Oliver Joseph Lodge (Anglija, 1851 – 1940)
- Giovanni Rossi Lomanitz (ZDA, 1921 – 2003)
- Heinz London (Nemčija, 1907 – 1970)
- Fritz London (Nemčija, ZDA, 1900 – 1954)
- Malcolm Sim Longair (Škotska, 1941 –)
- Francis Wheeler Loomis (ZDA, 1889 – 1976)
- Hendrik Antoon Lorentz (Nizozemska, 1853 – 1928)  1902
- Johann Josef Loschmidt (Avstrija, 1821 – 1895)
- Bernard Lovell (Anglija, 1913 – 2012)
- Francis Eugene Low (ZDA, 1921 – 2007)
- Frank James Low (ZDA, 1933 – 2009)
- Theodore Lyman (ZDA, 1874 – 1954)
- Peter Lynds (Nova Zelandija, 1975 –)

### M
- Ernst Mach (Avstro-Ogrska, Avstrija, 1838 – 1916)
- William Francis Magie (ZDA, 1858 – 1943)
- Bogdan Maglić (ZDA, 1928 – 2017)  (Srb)
- Luciano Maiani (Italija, 1941 –)
- Theodore Harold Maiman (ZDA, 1927 – 2007)
- Ettore Majorana (Italija, 1906 – 1938)
- Dimitrij Dimitrijevič Maksutov (Дмитрий Дмитриевич Максутов) (Rusija, 1896 – 1964)
- Juan Martín Maldacena (Argentina, ZDA, 1968 –)
- Étienne Louis Malus (Francija, 1775 – 1812)
- Syukuro Manabe (1931 –)   2021
- Leonid Isakovič Mandelštam (Леонид Исаакович Мандельштам) (Rusija, 1879 – 1944)
- John Henry Manley (ZDA, 1907 – 1990)
- Corinne Alison Manogue (ZDA, 1955 –)
- Peter Mansfield (Anglija, 1933 – 2017)
- Herman William March (Nemčija, ZDA, 1878 – 1953)
- Guglielmo Marconi (Italija, 1874 – 1937)  1909
- Henry Margenau (Nemčija, ZDA, 1901 – 1997)
- Edme Mariotte (Francija, okoli 1620 – 1684)
- Robert Eugene Marshak (ZDA, 1916 – 1992)
- André Martin (Francija, Švica, 1929 – 2020)
- Tošihide Maskava (益川 敏英) (Japonska, 1940 – 2021)  2008
- Basil John Mason (Anglija, 1923 – 2015)
- John Cromwell Mather (ZDA, 1946 –)  2006
- Carlo Matteucci (Italija, 1811 – 1868)
- Aleksej Nikolajevič Matvejev (Алексей Николаевич Матвеев) (Rusija, 1922 – 1994)
- Viktor Anatoljevič Matvejev (Виктор Анатольевич Матвеев) (Rusija, 1941 – )
- James Clerk Maxwell (Škotska, 1831 – 1879)
- Johann Tobias Mayer (Nemčija, 1752 – 1830)
- Tobias Mayer (Nemčija, 1723 – 1762)
- Julius Robert von Mayer (Nemčija, 1814 – 1878)
- Barry Malcolm McCoy (ZDA, 1940 –)
- James Edward McDonald (ZDA, 1920 – 1971)
- John Cunningham McLennan (Kanada, 1867 – 1935)
- Edwin Mattison McMillan (ZDA, 1907 – 1991)
- Simon van der Meer (Nizozemska, 1925 – 2011)  1984
- Charles Edward Kenneth Mees (Anglija, ZDA, 1882 – 1960)
- William Frederick Meggers (ZDA, 1888 – 1966)
- Walther Meissner (Nemčija, 1882 – 1974)
- Lise Meitner (Avstrija, Švedska, 1878 – 1968)
- Franz Melde (Nemčija, 1832 – 1901)
- Macedonio Melloni (Italija, 1798 – 1854)
- Thomas Corwin Mendenhall (ZDA, 1841 – 1924)
- José Fernando Ferreira Mendes (Portugalska, 1962 –)
- Marin Mersenne (Francija, 1588 – 1648)
- Laura Mersini-Houghton (Albanija)
- Eugen Merzbacher (ZDA, 1921 – 2013)
- Nicholas Metropolis (ZDA, 1915 – 1999)
- Oskar Emil Meyer (Nemčija, 1834 – 1909)
- Albert Abraham Michelson (Nemčija, ZDA, 1852 – 1931)  1907
- Gustav Mie (Nemčija, 1868 – 1957)
- Arkadij Bejnusovič Migdal (Аркадий Бейнусович Мигдал) (Rusija, 1911 – 1991)
- Hironari Mijazava (宮沢 弘成) (Japonska, 1927 – 2023)
- Sándor Mikola (Madžarska, 1871 – 1945)
- Mordehai Milgrom (Izrael, 1957 –)
- Dayton Clarence Miller (ZDA, 1866 – 1941)
- Robert Andrews Millikan (ZDA, 1868 – 1953)  1924
- Mark Muir Mills (ZDA, 1917 – 1958)
- Robert Laurence Mills (ZDA, 1927 – 1999)
- Vladimir Petrovič Minejev (Владимир Петрович Минеев) (Rusija, 1945 – )
- Hermann Minkowski (Nemčija, 1864 – 1909)
- Širaz Naval Minvala (शिराझ मिन्वाल्ला) (Indija, 1973 –)
- Charles William Misner (ZDA, 1932 – 2023)
- Richard von Mises (Avstrija, ZDA, 1883 – 1953)
- John W. Moffat (Kanada, 1938 –)
- Georg Mohr (Danska, 1640 – 1697)
- Christian Møller (Danska, 1904 – 1980)
- William Morgan (Wales, 1750 – 1833)
- Fernando Bernardino Morinigo (ZDA, 1936 – 2011)
- Edward Williams Morley (ZDA, 1838 – 1923)
- Philip Morrison (ZDA, 1915 – 2005)
- Philip McCord Morse (ZDA, 1903 – 1985)
- Henry Moseley (Anglija, 1887 – 1915)
- Rudolf Ludwig Mössbauer (Nemčija, 1929 – 2011)  1961
- Nevill Francis Mott (Anglija, 1905 – 1996)  1977
- Ben Roy Mottelson (ZDA, Danska, 1926 – 2022)  1975
- Gérard Mourou (Francija, 1944 –)
- Vjačeslav Fjodorovič Muhanov (Вячеслав Фёдорович Муханов) (Rusija, 1952 –)
- Karl Alexander Müller (Švica, 1927 – 2023)  1987
- Richard A. Muller (ZDA, 1944 –)
- Walther Müller (Nemčija, 1905 – 1979)
- Robert Sanderson Mulliken (ZDA, 1896 – 1986)
- Hitoši Murajama (村山斉) (Japonska, 1964 –)
- Kater Whitney Murch (ZDA)

### N
- Georgi Nadžakov (Bolgarija, 1896 – 1981)
- Hantaro Nagaoka (長岡 半太郎) (Japonska, 1865 – 1950)
- Werner Nahm (Nemčija, 1949 –)
- Ukičiro Nakaja (中谷宇吉郎) (Japonska, 1900 – 1962)
- Joičiro Nambu (南部 陽一郎) (Japonska, ZDA, 1921 – 2015)  2008
- John Napier (Škotska, 1550 – 1617)
- Seth Neddermeyer (ZDA, 1907 – 1988)
- Yuval Ne'eman (Izrael, 1925 – 2006)
- Louis Eugène Félix Néel (Francija, 1904 – 2000)  1970
- Jordan Nemorarij (Nemčija, okoli 1170 – 1237)
- Walther Hermann Nernst (Nemčija, 1864 – 1941)
- Franz Ernst Neumann (Nemčija, 1798 – 1895)
- Ezra Ted Newman (ZDA, 1929 – 2021)
- Isaac Newton (Anglija, 1643 – 1727)
- Ernest Fox Nichols (ZDA, 1869 – 1924)
- William Nicol (Škotska, 1768 – 1851)
- Hermann Nicolai (Nemčija, 1952 –)
- Holger Bech Nielsen (Danska, 1941 –)
- Peter van Nieuwenhuizen (Nizozemska, 1938 –)
- Kazuhiko Nišidžima (西島 和彦) (japonska, 1926 – 2009)
- Jošio Nišina (仁科芳雄) (Japonska, 1890 – 1951)
- Juniči Nišizava (西澤潤一) (Japonska, 1926 – 2018)
- Gunnar Nordström (Finska, 1881 – 1923)
- Robert Noyce (ZDA, 1927 – 1990)
- Philippe Nozières (Francija, 1932 – 2022)
- Alan Nunn May (Anglija, 1911 – 2003)
- Perley Gilman Nutting (ZDA, 1873 – 1949)

### O
- Hermann Oberth (Nemčija, 1894 – 1989)
- Giuseppe Occhialini (Italija, 1907 – 1993)
- Robert Ochsenfeld (Nemčija, 1901 – 1993)
- Viktor Izakovič Ogijevecki (Виктор Исаакович Огиевецкий) (Rusija, 1928 – 1996)
- Georg Simon Ohm (Nemčija, 1789 – 1854)
- Lev Borisovič Okun (Лев Борисович Окунь) (Rusija, 1929 – 2015)
- Heinrich Wilhelm Mathias Olbers (Nemčija, 1758 – 1840)
- Jörgen Lykke Olsen (ZDA, 1923 – 2006)
- Gerard Kitchen O'Neill (ZDA, 1927 – 1992)
- Lars Onsager (Norveška, 1903 – 1976)  1968
- Julius Robert Oppenheimer (ZDA, 1904 – 1967)
- Nicole Oresme (Francija, 1323 – 1382)
- Amos Ori (Izrael, 1956 –)
- Hans Christian Ørsted (Danska, 1777 – 1851)
- Douglas Dean Osheroff (ZDA, 1945 –)  1996
- Mihail Vasiljevič Ostrogradski (Михаил Васильевич Остроградский) (Ukrajina, 1801 – 1862)
- Heinrich Ott (Nemčija, 1894 – 1962)
- Burt Ovrut (ZDA)

### P
- Antonio Pacinotti (Italija, 1841 – 1912)
- Thanu Padmanabhan (Indija, 1957 –)
- Don Nelson Page (ZDA, Kanada, 1948 –)
- Abraham Pais (Nizozemska, ZDA, 1918 – 2000)
- George Pake (ZDA, 1924 – 2004)
- Timothy Noel Palmer (Anglija, 1952 –)
- Wolfgang Kurt Hermann Panofsky (Nemčija, ZDA, 1919 – 2007)
- Denis Papin (Francija, Anglija, 1647 – 1712)
- Giorgio Parisi (Italija, 1948 –)  2021
- Leonard Parker (ZDA, 1938 –)
- Blaise Pascal (Francija, 1623 – 1662)
- Friedrich Paschen (Nemčija, 1865 – 1947)
- Laurence Passell (ZDA, 1925 – 2021)
- Aleksander Zaharovič Patašinski (Александр Захарович Паташинский) (Rusija, 1936 –)
- Wolfgang Paul (Nemčija, 1913 – 1993)  1989
- Wolfgang Ernst Pauli (Avstrija, ZDA, 1900 – 1958)  1945
- Jean Claude Eugène Péclet (Francija, 1793 – 1857)
- Philip James Edwin Peebles (Kanada, ZDA, 1935 –)
- George Braxton Pegram (ZDA, 1876 – 1958)
- Rudolf Ernst Peierls (Nemčija, Anglija, 1907 – 1995)
- Jean Charles Athanase Peltier (Francija, 1785 – 1845)
- John Brian Pendry (Anglija, 1944 – )
- Frans Michel Penning (Nizozemska, 1894 – 1953)
- Roger Penrose (Anglija, 1931 –)    2020.
- Arno Allan Penzias (ZDA, 1933 – 2024)  1978
- Ian Colin Percival (Anglija, 1931 –)
- Asher Peres (Izrael, 1934 – 2005)
- Martin Lewis Perl (ZDA, 1927 – 2014)  1995
- Alfred Perot (Francija, 1863 – 1925)
- Jean Baptiste Perrin (Francija, 1870 – 1942)  1926
- Geoffrey E. Perry (Anglija, 1927 – 2000)
- Malcolm John Perry (Anglija, 1951 –)
- Konstantin Dimitrijevič Perski (Константин Дмитриевич Перский) (Rusija, 1854 – 1906)
- Alexis Thérèse Petit (Francija, 1791 – 1820)
- Aleksej Zinovjevič Petrov (Алексей Зиновьевич Петров) (Rusija, Ukrajina, 1910 – 1972)
- Jurij Viktorovič Petrov (Юрий Викторович Петров) (Rusija, 1958 – )
- Vasilij Vladimirovič Petrov (Василий Владимирович Петров) (Rusija, 1761 – 1834)
- Johann Wilhelm Andreas Pfaff (Nemčija, 1774 – 1835)
- August Herman Pfund (ZDA, 1879 – 1949)
- William Daniel Phillips (ZDA, 1948 –)  1997
- Oreste Piccioni (Italija, ZDA, 1915 – 2002)
- Edward Charles Pickering (ZDA, 1846 – 1919)
- Solomon Borisovič Pikelner (Rusija, 1921 – 1975)
- Gabrio Piola (Italija, 1794 – 1850)
- Felix Pirani (Anglija, 1928 – 2015)
- Lev Petrovič Pitajevski (Лев Петрович Питаевский) (Rusija, 1933 – )
- Leonid Mojisejevič Pjatigorski (Леонид Моисеевич Пятигорский) (Rusija, 1909 – 1993)
- Max Planck (Nemčija, 1858 – 1947)  1918
- Gaston Planté (Francija, 1834 – 1889)
- Joseph Plateau (Belgija, 1801 – 1883)
- Milton Spinoza Plesset (ZDA, 1908 – 1991)
- Julius Plücker (Nemčija, 1801 – 1868)
- Agnes Pockels (Nemčija, 1862 – 1935)
- Friedrich Carl Alwin Pockels (Nemčija, 1865 – 1913)
- Boris Podolsky (Борис Яковлевич Подольский) (ZDA, 1896 – 1966)
- Henri Poincaré (Francija, 1854 – 1912)
- Louis Poinsot (Francija, 1777 – 1859)
- Jean Louis Marie Poiseuille (Francija, 1799 – 1869)
- Siméon-Denis Poisson (Francija, 1781 – 1840)
- Valerij Leonidovič Pokrovski (Валерий Леонидович Покровский) (Rusija, 1931 –)
- Joseph Polchinski (ZDA, 1954 – 2018)
- Hugh David Politzer (ZDA, 1949 –)  2004
- Aleksander Markovič Poljakov (Александр Маркович Поляков) (Rusija, 1945 –)
- John Polkinghorne (Anglija, 1930 – 2021)
- George Pólya (Pólya György) (Madžarska, ZDA, 1887 – 1985)
- Izak Jakovljevič Pomerančuk (Исаак Яковлевич Померанчук) (Rusija, 1913 – 1966)
- Martin Arthur Pomerantz (ZDA, 1916 – 2008)
- Bruno Pontecorvo (Italija, Rusija, 1913 – 1993)
- Aleksander Stepanovič Popov (Александр Степанович Попов) (Rusija, 1859 – 1906)
- Viktor Nikolajevič Popov (Виктор Николаевич Попов) (Rusija, 1937 – 1994)
- Claude Servais Mathias Pouillet (Francija, 1791 – 1868)
- Kenneth Alwyne Pounds (Anglija, 1934 –)
- Cecil Frank Powell (Anglija, 1903 – 1969)  1950
- John Henry Poynting (Anglija, 1852 – 1914)
- John Phillip Preskill (ZDA, 1953 –)
- Joseph Priestley (Anglija, 1733 – 1804)
- Ilya Prigogine (Belgija, 1917 – 2003)  1977
- Joel Robert Primack (ZDA, 1945 –)
- Aleksander Mihajlovič Prohorov (Александр Михайлович Прохоров) (Rusija, 1916 – 2002)  1964
- Jurij Aleksandrovič Prohorov (Юрий Александрович Прохоров) (Rusija, 1929 –)
- William Prout (Anglija, 1785 – 1850)
- Carl Pulfrich (Nemčija, 1858 – 1927)
- Ivan Pavlovič Puljuj (Іван Павлович Пулюй) (Ukrajina, 1845 – 1918)
- Edward Mills Purcell (ZDA, 1912 – 1997)  1952

### Q
- Georg Hermann Quincke (Nemčija, 1834 – 1924)

### R
- Mark Van Raamsdonk (1973 –)
- Isidor Isaac Rabi (ZDA, 1898–1988)  1944
- Giulio Racah (Italija, Izrael, 1909–1965)
- Michael Radaković (Avstrija, 1866–1934)
- Leo James Rainwater (ZDA, 1917–1986)  1975
- Amal Kumar Rajčaudhuri (Indija, 1923–2005)
- Čandrasekara Venkata Raman (Indija, 1888–1970)  1930
- Pierre Ramond (ZDA , 1943–)
- Norman Foster Ramsey (ZDA, 1915–2011)  1989
- Lisa Randall (ZDA, 1962–)
- William John Macquorn Rankine (Škotska, 1820–1872)
- François-Marie Raoult (Francija, 1830–1901)
- Franco Rasetti (Italija, 1901–2001)
- John Ashworth Ratcliffe, (Anglija, 1902–1987)
- Tullio Regge (Italija, 1931–2014)
- Henri Victor Regnault (Francija, 1810–1878)
- Frederick Reines (ZDA, 1918–1998)  1995
- Johann Philipp Reis (Nemčija, 1834–1874)
- Edmund Reitlinger (Avstrija, 1850–1882)
- Osborne Reynolds (Severna Irska, Anglija, 1842–1912)
- Owen Willans Richardson (Anglija, ZDA, 1879–1959)  1928
- Robert Coleman Richardson (ZDA, 1937–2013)  1996
- Burton Richter (ZDA, 1931–2018)  1976
- Charles Francis Richter (ZDA, 1900–1985)
- Hugo Rietveld (Nizozemska, 1932–)
- Augusto Righi (Italija, 1850–1920)
- Wolfgang Rindler (Avstrija, ZDA, 1924–2019)
- Vladimir Ivanovič Ritus (Владимир Иванович Ритус) (Rusija, 1927–)
- Walter Ritz (Švica, 1878–1909)
- Howard Percy Robertson (ZDA, 1903–1961)
- John Thomas Romney Robinson (Irska, 1792–1882)
- Heinrich Rohrer (Švica, 1933–2013)  1986
- Robert Rompe (Nemčija, 1905–1993)
- Wilhelm Conrad Röntgen (Nemčija, 1845–1923)  1901
- Nathan Abraham Rosen (ZDA, Izrael, 1909–1995)
- Arthur H. Rosenfeld (ZDA, 1926–2017)
- Léon Rosenfeld (Belgija, 1904–1974)
- Graham Garland Ross (Anglija)
- Francesco Rossetti (Italija, 1833–1885)
- Bruno Benedetto Rossi (Italija, ZDA, 1905–1993)
- Joseph Rotblat (Poljska, Anglija, 1908–2005) ( za mir s Pugwash konferenco, 1995)
- Carlo Rovelli (Italija, 1956–)
- Henry Augustus Rowland (ZDA, 1848–1901)
- Dimitrij Sergejevič Roždestvenski (Дмитрий Сергеевич Рождественский) (Rusija, 1876 – 1940)
- Valerij Anatoljevič Rubakov (Валерий Анатольевич Рубаков) (Rusija, 1955 –)
- Heinrich Rubens (Nemčija, 1865 – 1922)
- Carlo Rubbia (Italija, 1934 –)  1984
- Arthur William Rucker (Anglija, 1848 – 1915)
- David Ruelle (Belgija, Francija, 1935 –)
- Jurij Borisovič Rumer (Юрий Борисович Румер) (Rusija, 1901 – 1985)
- Ernst Ruska (Nemčija, 1906 – 1988)  1986
- Ernest Rutherford (Nova Zelandija, Anglija, 1871 – 1937)
- Johannes Rydberg (Švedska, 1854 – 1919)
- Martin Ryle (Anglija, 1918 – 1984)  1974

### S
- Edward Sabine (Irska, Anglija, 1788 – 1883)
- Georges Sagnac (Francija, 1869 – 1926)
- Andrej Dimitrijevič Saharov (Андрей Дмитриевич Сахаров) (Rusija, 1921 – 1989)   1975
- Abdus Salam (Pakistan, 1926 – 1996)  1979
- Jack Sarfatti (ZDA, 1939 –)
- Šigeo Satomura (里村茂夫) (Japonska, 1919 – 1960)
- Felix Savart (Francija, 1791 – 1841)
- Pavle Savić (Srbija, 1909 – 1994)
- Gertrude Scharff-Goldhaber (Nemčija, ZDA, 1911 – 1998)
- Arthur Leonard Schawlow (ZDA, 1921 – 1999)  1981
- Dan Shechtman (Izrael, 1941 –)
- Mário Schenberg (Brazilija, 1914 – 1990)
- Joël Scherk (Francija, 1946 – 1980)
- Paul Scherrer (Švica, 1890 – 1969)
- Robert J. Scherrer (ZDA, 1959 –)
- Johann Jakob Scheuchzer (Švica, 1672 – 1733)
- Theodor Schmidt (Nemčija, 1908 – 1986)
- Walter Hermann Schottky (Nemčija, 1886 – 1976)
- John Robert Schrieffer (ZDA, 1931 – 2019)  1972
- Erwin Schrödinger (Avstrija, 1887 – 1961)  1933
- Paul Schulz (Nemčija, 1911 – 1993)
- Melvin Schwartz (ZDA , 1932 – 2006)  1988
- John Henry Schwarz (ZDA, 1941 –)
- Julian Seymour Schwinger (ZDA, 1918 – 1994)  1965
- Dennis William Sciama (1926 – 1999)
- Michael John Seaton (Anglija, 1923 – 2007)
- Thomas Johann Seebeck (Estonija, 1770 – 1831)
- Thomas Johann Seebeck (Estonija, Nemčija, 1770 – 1831)
- Rudolf Seeliger (Nemčija, 1886 – 1965)
- Emilio Gino Segrè (Italija, ZDA, 1905 – 1989)  1959
- Frederick Seitz (ZDA, 1911 – 2008)
- Nikolaj Nikolajevič Semjonov (Николай Николаевич Семёнов) (Rusija, 1896 – 1986)
- Ašoke Sen (Indija , 1956 –)
- Walter Andrew Shewhart (ZDA, 1891 – 1967)
- William Bradford Shockley (Anglija, ZDA, 1910 – 1989)  1956
- Clifford Glenwood Shull (ZDA, 1915 – 2001)  1994
- Burra Gautam Sidharth (Indija)
- Kai Manne Börje Siegbahn (Švedska , 1918 – 2007)  1981
- Karl Manne Georg Siegbahn (Švedska, 1886 – 1978)  1925
- Ludwik Silberstein (Poljska, ZDA, 1872 – 1948)
- Jurij Antonovič Simonov (Юрий Антонович Симонов) (Rusija, 1934 – )
- Simon Singh (Anglija, 1964 – )
- Willem de Sitter (Nizozemska, 1872 – 1934)
- Dimitrij Vasiljevič Sivuhin (Дмитрий Васильевич Сивухин) (Rusija, 1914 – 1988)
- Marie Skłodowska-Curie (Poljska, Francija, 1867 – 1934)  1903
- Dimitrij Vladimirovič Skobelcin (Дмитрий Владимирович Скобельцын) (Rusija, 1892 – 1990)
- Aleksander Nikolajevič Skrinski (Александр Николаевич Скринский) (Rusija, 1936 –)
- Tony Skyrme (Anglija, 1922 – 1987)
- John Clarke Slater (ZDA, 1900 – 1976)
- Andrej Aleksejevič Slavnov (Андрей Алексеевич Славнов) (Rusija, 1939 –)
- Larry Smarr (ZDA)
- George Elwood Smith (ZDA, 1930 – 2025)  2009
- Lee Smolin (ZDA, 1955 –)
- Marian Smoluchowski (Poljska, 1872 – 1917)
- George Fitzgerald Smoot III. (ZDA, 1945 –)  2006
- Henry DeWolf Smyth (ZDA, 1898 – 1986)
- Willebrord Snell van Royen (Nizozemska, 1580 – 1626)
- Hartland Sweet Snyder (ZDA, 1913 – 1962)
- Johann Georg von Soldner (Nemčija, 1776 – 1833)
- Marin Soljačić (Hrvaška, ZDA, 1974 –)
- Arnold Sommerfeld (Nemčija, 1868 – 1951)
- Charles Soret (Švica, 1854 – 1904)
- Thomas Crawford Spencer (ZDA, 1946 –)
- Lyman Strong Spitzer mlajši (ZDA, 1914 – 1997)
- Peter Jefimovič Spivak (Пётр Ефимович Спивак) (Rusija, 1911 – 1992)
- Harry Eugene Stanley (ZDA, 1941 –)
- Johannes Stark (Nemčija, 1874 – 1957)  1919
- Aleksej Aleksandrovič Starobinski (Алексей Александрович Старобинский) (Rusija, 1948 – )
- Jožef Stefan (Avstro-Ogrska, Slovenija, 1835 – 1893)
- Jack Steinberger (Nemčija, ZDA, 1921 – 2020)  1986
- Paul Joseph Steinhardt (ZDA, 1951 –)
- Otto Stern (Nemčija, ZDA, 1888 – 1969)  1943
- Simon Stevin (Nizozemska, 1548 – 1620)
- Balfour Stewart (Škotska, 1828 – 1887)
- George Gabriel Stokes (Irska, Anglija, 1819 – 1903)
- George Johnstone Stoney (Irska, 1826 – 1911)
- Carl Størmer (Norveška, 1874 – 1957)
- Horst Ludwig Störmer (Nemčija, 1949 –)  1998
- Straton (Grčija, 340 pr. n. št. – 269 pr. n. št.)
- Norbert Straumann (Švica, 1936 –)
- Janez Strnad (Slovenija, 1934 – 2015)
- Andrew Strominger (ZDA, 1955 –)
- Vincenc Strouhal (Češka, 1850 – 1922)
- John William Strutt (lord Rayleigh) (Anglija, 1842 – 1919)  1904
- Ernst Stuhlinger (Nemčija, ZDA, 1913 – 2008)
- Raman Sundrum (ZDA)
- Ivan Supek (Hrvaška, 1915 – 2007)
- Leonard Susskind (ZDA, 1940 –)
- Masacugu Suzuki (Japonska)
- Karl Svozil (Avstrija, 1956 –)
- Joseph Wilson Swan (Anglija, 1828 – 1914)
- William Francis Gray Swann (Anglija, ZDA, 1884 – 1962)
- John Lighton Synge (Irska, 1897 – 1995)
- Leó Szilárd (Madžarska, ZDA, 1898 – 1964)

### Š
- Vitalij Dimitrijevič Šafranov (Виталий Дмитриевич Шафранов; Rusija , 1929 – 2014)
- Mihail Arkadjevič Šifman (Михаил Аркадьевич Шифман; Rusija, ZDA 1949 –)
- Jurij Mihajlovič Širokov (Юрий Михайлович Широков) (Rusija, 1921 – 1980)
- Boris Jonovič Šklovski (Борис Ионович Шкловский) (Rusija, 1944 –)
- Eduard Vladimirovič Špolski (Эдуард Владимирович Шпольский) (Rusija, 1892 – 1975)

### T
- Peter Guthrie Tait (Škotska, 1831 – 1901)
- Igor Jevgenjevič Tamm (Игорь Евгеньевич Тамм) (Rusija, 1895 – 1971)  1958
- Šohe Tanaka (田中正平) (Japonska, 1862 – 1945)
- Semjon Mihajlovič Targ (Семён Миха́йлович Тарг) (Rusija, 1910 – 2003)
- Niccolo Fontana Tartaglia (Italija, 1499 – 1557)
- Abraham Haskel Taub (ZDA, 1911 – 1999)
- Geoffrey Ingram Taylor (Anglija, 1886 – 1975)
- Richard Edward Taylor (Kanada , 1929 – 2018)  1990
- Theodore Brewster Taylor (ZDA, 1925 – 2004)
- Joseph Hooton Taylor mlajši (ZDA, 1941 –)  1993
- Valentine Telegdi (Madžarska, ZDA, 1922 – 2006)
- Edward Teller (Madžarska, ZDA, 1908 – 2003)
- Harold Neville Vazeille Temperley (Anglija, 1915 – 2017)
- Karen Avetovič Ter-Martirosjan (Карен Аветович Тер-Мартиросян) (Rusija, 1922 – 2005)
- Torahiko Terada (寺田 寅彦) (Japonska, 1878 – 1935)
- Lev Sergejevič Termen (Лев Сергеевич Термен) (Rusija, 1896 – 1993)
- Igor Mihajlovič Ternov (Игорь Михайлович Тернов) (Rusija, 1921 – 1996)
- Nikola Tesla (Никола Тесла) (Hrvaška, ZDA, 1856 – 1943)
- Saul Arno Teukolsky (ZDA, 1947 –)
- Hans Thirring (Avstrija, 1888 – 1976)
- Llewellyn Hilleth Thomas (Anglija, ZDA, 1903 – 1992)
- Benjamin Thompson (ZDA, Anglija, 1753 – 1814)
- George Paget Thomson (Anglija, 1892 – 1975)  1937
- Joseph John Thomson (Anglija, 1856 – 1940)  1906
- William Thomson (lord Kelvin) (Škotska, 1824 – 1907)
- David James Thouless (ZDA, 1934 – 2019)
- Kip Stephen Thorne (ZDA, 1940 –)  2017
- Samuel Chao Chung Ting (ZDA, Kitajska, 1936 –)  1976
- Frank Jennings Tipler (ZDA, 1947 –)
- László Tisza (Madžarska, ZDA, 1907 – 2009)
- Johann Daniel Titius (Nemčija, 1729 – 1796)
- Igor Viktorovič Tjutin (Игорь Викторович Тютин) (Rusija) (1940 – )
- Jodži Tocuka (戸塚洋二) (Japonska, 1942 – 2008)
- Morikazu Toda (Japonska, 1917 – 2010)
- Richard Chace Tolman (ZDA, 1881 – 1948)
- Šiničiro Tomonaga (朝永 振一郎) (Japonska, 1906 – 1979)  1965
- Evangelista Torricelli (Italija, 1608 – 1647)
- Bruno Touschek (Avstrija, 1921 – 1978)
- Charles Hard Townes (ZDA, 1915 – 2015)  1964
- Johann Georg Tralles (Nemčija, 1763 – 1822)
- Andrzej Mariusz Trautman (Poljska, 1933 –)
- Sam Bard Treiman (ZDA, 1925 – 1999)
- Mark Trodden (Anglija, 1968 –)
- Daniel Chee Tsui (ZDA, 1939 –)  1998
- Grenville Turner (Anglija, 1936 – 2024)
- John Tyndall (Irska, 1820 – 1893)

### U
- George Eugene Uhlenbeck (Nizozemska, ZDA, 1900 – 1988)
- Nikolaj Aleksejevič Umov (Николай Алексеевич Умов) (Rusija, 1846 – 1915)
- William George Unruh (Kanada,  1945 –)

### V
- Cumrun Vafa (کامران وفا‎) (Iran, ZDA, 1960 – )
- Prahalad Čunnilal Vaidja (Indija, 1918 – 2010)
- Lev Vaidman (Izrael, 1955 – )
- Antony Valentini (Anglija, 1965 – )
- Arkadij Josifovič Vajnštejn (Аркадий Иосифович Вайнштейн) (Rusija, ZDA, 1942 – )
- James Alfred Van Allen (ZDA, 1914 – 2006)
- Robert Jemison Van de Graaff (ZDA, 1901 – 1967)
- Johannes Diderik van der Waals (Nizozemska, 1837 – 1923)  1910
- Léon Van Hove (Belgija, 1924 – 1990)
- John Hasbrouck van Vleck (ZDA, 1899 – 1980)  1977
- Satoši Vatanabe (渡辺 慧) (Japonska, 1910 – 1993)
- Sergej Ivanovič Vavilov (Сергей Иванович Вавилов) (Rusija, 1891 – 1951)
- Philippe Vayringe (Francija, 1684 – 1745)
- Martinus Justinus Godefriedus Veltman (Nizozemska, ZDA, 1931 – 2021)  1999
- Gabriele Veneziano (Italija, 1942 –)
- Giovanni Battista Venturi (Italija, 1746 – 1822)
- Marcel Émile Verdet (Francija, 1824 – 1866)
- Loup Verlet (Francija, 1931 – 2019)
- Herman Verlinde (Nizozemska, 1962 – )
- Viktor Georgijevič Veselago (Виктор Георгиевич Веселаго) (Rusija, 1929 – 2018)
- Jean-Pierre Vigier (Francija, 1920 – 2004)
- Alexander Vilenkin (Rusija, ZDA, 1949 –)
- Grigorij Aleksandrovič Vilkoviski (Григорий Александрович  Вилковыский) (Rusija, 1946 –)
- Jacques Villain (Francija, 1934 –)
- Paul Ulrich Villard (Francija, 1860 – 1934)
- Jean Villey (Francija, 1885 – 1948)
- Jules Violle (Francija, 1841 – 1923)
- Miguel Angel Virasoro (Argentina, 1940 –)
- Aleksander Adolfovič Vitt (Александр Адольфович Витт) (Rusija, 1902 – 1938)
- Fred Vlès (Francija, 1885 – 1944)
- Woldemar Voigt (Nemčija, 1850 – 1919)
- George Michael Volkoff (Kanada, 1914 – 2000)
- Grigorij Jefimovič Volovik (Григорий Ефимович Воловик) (Rusija, 1946 –)
- Alessandro Volta (Italija, 1745 – 1827)
- Pierre-Denis Vregeon (Francija, 1723 – 1794)
- Georgij Viktorovič Vulf (Георгий Викторович Вульф) (Rusija, 1863 – 1925)

### W
- Ernst Wagner (Nemčija, 1876 – 1928)
- Robert Wald (ZDA, 1947 – )
- Ernest Thomas Sinton Walton (Severna Irska, Irska, Anglija, 1903 – 1995)  1951
- Gregory Hugh Wannier (Švica, 1911 – 1983)
- Emil Gabriel Warburg (Nemčija, 1846 – 1931)
- John Clive Ward (Anglija, Avstralija, 1924 – 2000)
- John James Waterston (Škotska, 1811 – 1883)
- Robert Alexander Watson-Watt (Škotska, 1892 – 1973)
- James Watt (Škotska, Anglija, 1736 – 1819)
- Colin Webb (Anglija, 1937 –)
- Bryan Webber (Anglija, 1943 –)
- Heinrich Friedrich Weber (Nemčija, 1843 – 1912)
- Joseph Weber (ZDA, 1919 – 2000)
- Wilhelm Eduard Weber (Nemčija, 1804 – 1891)
- Arthur Gordon Webster (ZDA, 1863 – 1923)
- Alvin Martin Weinberg (ZDA, 1915 – 2006)
- Felix Jiri Weinberg (Anglija, 1928 – 2012)
- Steven Weinberg (ZDA, 1933 – 2021)  1979
- Nigel Oscar Weiss (Južna Afrika, 1936 – 2020)
- Pierre-Ernest Weiss (Francija, 1865 – 1940)
- Rainer Weiss (ZDA, 1932 –)  2017
- Karl Weissenberg (Avstrija, 1893 – 1976)
- Carl Friedrich von Weizsäcker (Nemčija, 1912 – 2007)
- Hermann Weyl (Nemčija, ZDA, 1885 – 1955)
- Charles Wheatstone (Anglija, 1802 – 1875)
- John Archibald Wheeler (ZDA, 1911 – 2008)
- Simon David Manton White (Anglija, 1951 –)
- Albert Edward Whitford (ZDA, 1905 – 2002)
- Sarah Frances Whiting (ZDA, 1847 – 1927)
- Gian Carlo Wick (Italija, 1909 – 1992)
- Benjamin Widom (ZDA, 1927 –)
- Gustav Heinrich Wiedemann (Nemčija, 1826 – 1899)
- Carl Edwin Wieman (ZDA, 1951 –)  2001
- Wilhelm Wien (Nemčija, 1864 – 1928)  1911
- Arthur Strong Wightman (ZDA, 1922 – 2013)
- Eugene Paul Wigner (Madžarska, ZDA, 1902 – 1995)  1963
- Frank Anthony Wilczek (ZDA, 1951 –)  2004
- Peter Michael Williams (Anglija, 1945 –)
- Maurice Wilkins (Anglija, 1916 – 2004)  1962
- Charles Thomson Rees Wilson (Škotska, Anglija, 1869 – 1959) 1927
- Kenneth Geddes Wilson (ZDA, 1936 – 2013)  1982
- Robert Rathbun Wilson (ZDA, 1914 – 2000)
- Robert Woodrow Wilson (ZDA, 1936 –)  1978
- David Jeffrey Wineland (ZDA, 1944 –)  2012
- Bernard de Wit (Nizozemska, 1945 –)
- Edward Witten (ZDA, 1951 –)
- Louis Witten (ZDA, 1921 –)
- Victor Frederick Weisskopf (Avstrija, ZDA, 1908 – 2002)
- William Hyde Wollaston (Anglija, 1766 – 1828)
- Robert Williams Wood (ZDA, 1868 – 1955)
- Emil Wolf (Češka, ZDA, 1922 – 2018)
- Chien-Shiung Wu (Kitajska, ZDA, 1912 – 1997)
- Tai Tsun Wu (吳大峻) (Kitajska, ZDA, 1933 – 2024)
- Wu Ta-You (Kitajska, 1907 – 2000)

### Y
- Rosalyn Sussman Yalow (ZDA, 1921 – 2011)  1977
- Chen Ning Franklin Yang (Kitajska, ZDA, 1922 – )  1957
- Herbert York (ZDA, 1921 – 2009)
- Thomas Young (Anglija, 1773 – 1829)

### Z
- Norman J. Zabusky (ZDA, Izrael? 1929 – 2018)
- Valentin Ivanovič Zaharov (Валентин Иванович Захаров) (Rusija, 1940 –)
- Vladimir Jevgenjevič Zaharov (Владимир Евгеньевич Захаров) (Rusija, 1939 – 2023)
- Aleksander Borisovič Zamolodčikov (Rusija, Александр Борисович Замолодчиков) (1952 –)
- Pieter Zeeman (Nizozemska, 1865 – 1943)  1902
- Dieter Zeh (Nemčija, 1932 – 2018)
- Ludwig Zehnder (Švica, 1854 – 1949)
- Anton Zeilinger (Avstrija, 1945 –)  2022
- Jakov Borisovič Zeldovič (Rusija, 1914 – 1987)
- John Zeleny (ZDA, 1872 – 1951)
- Clarence Zener (ZDA, 1905 – 1993)
- Frank J. Zerilli (ZDA)
- Frits Zernike (Nizozemska, 1888 – 1966)  1953
- Peter Zoller (Avstrija, 1952 –)
- Johann Karl Friedrich Zöllner (Nemčija, 1834 – 1882)
- Niccolò Zucchi (Italija, 1586 – 1670)
- George Zweig (ZDA, 1937 –)
- Hervé Zwirn (Francija, 1954 –)

### Ž
- Nikolaj Jegorovič Žukovski (Николай Егорович Жуковский; Rusija,  1847 – 1921)